# Ano Patisia (stacja metra)
Ano Patisia (gr: Άνω Πατήσια) – stacja metra ateńskiego na linii 1 (zielonej), 15,296 km od Pireusu. Została otwarta 12 lutego 1956.